# Іванів (Володимирський район)
Іва́нів — село в Україні, у Поромівській громаді Володимирського району Волинської області. Населення становить 62 осіб.

## Історія
У 1906 році село Хотячівської волості Володимир-Волинського повіту Волинської губернії. Відстань від повітового міста 13 верст, від волості 5. Дворів 22, мешканців 125.
До 9 серпня 2016 року село входило до складу Бужанківської сільської ради Іваничівського району Волинської області.
12 червня 2020 року, відповідно до розпорядження Кабінету Міністрів України № 708-р «Про визначення адміністративних центрів та затвердження територій територіальних громад Волинської області», увійшло до складу Поромівської сільської територіальної громади.
19 липня 2020 року, в результаті адміністративно-територіальної реформи та ліквідації  Іваничівського району, село увійшло до новоутвореного Володимир-Волинського району (від 18 липня 2022 Володимирського).

## Населення
Згідно з переписом УРСР 1989 року чисельність наявного населення села становила 57 осіб, з яких 27 чоловіків та 30 жінок.
За переписом населення України 2001 року в селі мешкали 62 особи.

### Мова
Розподіл населення за рідною мовою за даними перепису 2001 року:
| Мова       | Відсоток |
| ---------- | -------- |
| українська | 95,16 %  |
| російська  | 3,23 %   |
| молдовська | 1,61 %   |